# Mariska Ady
Mariska Ady (Hodod, 26 februari 1888 - Boedapest, 4 februari 1977) was een Hongaars schrijver en dichter.
Ady publiceerde enkele boeken. Tijdens de Eerste Wereldoorlog, Ady was toen weduwe, schreef zij gedichten over de verschrikkingen van de oorlog. Haar gedichten verschenen aanvankelijk in lokale tijdschriften in de provincie Szilágy, later ook in landelijke tijdschriften. 

Ady was de dochter van Sándor Ady, notaris. De dichter Endre Ady en Mariska Ady waren neef en nicht van elkaar. Mariska Ady was naast Endre Ady de enige in de familie Ady die literair actief was. Door ziekte brak ze haar carrière vroeg af.
Mariska en Endre Ady wisselden brieven uit. Geen van de brieven van Mariska Ady is bewaard gebleven.